# Неєлам Санджіва Редді
Неєлам Санджіва Редді (гінді नीलम संजीव रेड्डी; 19 травня 1913 — 1 червня 1996) — індійський державний і політичний діяч, президент країни у 1977—1982 роках.

## Життєпис
Народився у заможній селянській родині у селі Іллур (округ Анантапур, нині штат Андхра-Прадеш). Закінчив школу з теософським ухилом в Адьярі. Далі здобував середню освіту у Державному коледжі мистецтв при філії Мадраського університету) в місті Анантапур. Вищу освіту здобув в університеті Шрі-Венкатешвара (Тірупаті). 1958 року здобув ступінь почесного доктора права того ж університету.
Після візиту до Анантапура Магатми Ґанді долучився до боротьби за незалежність. На початку 1930-их років вступив до лав Індійського національного конгресу (ІНК). Брав активну участь у кампанії громадської непокори, у 1936—1946 роках був керівником партійної організації ІНК у штаті Андхра-Прадеш. Від 1940 до 1945 року неодноразово арештовувався британською колоніальною владою. 1946 року був обраний до Законодавчих зборів Мадраса від ІНК.
У 1949—1951 роках обіймав посаду міністра житлового будівництва й лісового господарства штату Керала. У 1953—1964 роках був депутатом Законодавчих зборів штату Андхра-Прадеш, заступником головного міністра, головним міністром штату (у 1956—1960 та 1962—1964 роках). Завжди віддавав перевагу сільському господарству перед промисловим і фінансовим розвитком.
У 1960—1962 роках був головою урядової партії ІНК. Від 1962 до 1964 року займав пост головного міністра штату Андхра-Прадеш. У 1964—1967 роках був міністром чорної металургії та вугільної промисловості, а також транспорту, цивільної авіації, судноплавства й туризму в урядах Лала Багадура Шастрі й Індіри Ганді.
У 1967—1969 та 1977 року був спікером нижньої палати парламенту. Щоб підкреслити свою незалежність на тому посту, вийшов зі складу ІНК. У той же час почали виявлятись його суперечки з Індірою Ганді.
На президентських виборах 1969 року його кандидатуру була висунуто від ІНК, незважаючи на протидію Індіри Ганді, яка потім закликала однопартійців голосувати «по совісті», а не за партійним принципом, підтримавши незалежного кандидата кандидата Варахаґірі Ґірі, який, зрештою, й переміг, здобувши 420 мільйонів голосів проти 405 мільйонів у Редді. Такий результат призвів до розколу в ІНК. Індіра Ганді значно зміцнила свій вплив і владу, а Редді невдовзі пішов з активного політичного життя.
Повернувся до політичної діяльності 1975 року. 1977 був обраний депутатом парламенту від партії Джаната, що порушила 30-річну монополію ІНК у владі. 26 березня отримав пост спікера Лок Сабха.
25 липня 1977 року на безальтернативній основі та за підтримки всіх основних політичних партій країни був обраний президентом Індії на п'ятирічний термін.